# Phenacogrammus aurantiacus
Phenacogrammus aurantiacus är en fiskart som först beskrevs av Pellegrin, 1930.  Phenacogrammus aurantiacus ingår i släktet Phenacogrammus och familjen Alestidae. IUCN kategoriserar arten globalt som livskraftig. Inga underarter finns listade i Catalogue of Life.